# Nevado del Ruiz
Nevado del Ruiz – wulkan w Kolumbii, położony w Kordylierze Środkowej (Andy).
W dniu 13 listopada 1985 roku nastąpiła erupcja wulkanu Nevado del Ruiz („Uśpiony Lew”). Strumienie piroklastyczne stopiły pokrywę lodowcową na szczycie. Powstałe lawiny błotne spłynęły w dół stoku z dużą prędkością, pokrywając obszar do 100 km od epicentrum, w niektórych miejscach ponad 50-metrową warstwą.
Kataklizm zniszczył wiele domów i miast. Miasto Armero, w którym zginęło około 21000 osób (spośród 28700 ofiar) zostało całkowicie pokryte warstwami gorącego mułu. Rannych zostało 25 000 osób, ponad 60 000 straciło dach nad głową, dotarcie do tysięcy ciał pokrytych warstwą błota (w wielu miejscach dochodzącą do 10 metrów) było niemożliwe.
Na jednej ze zbiorowych mogił, wzniesionej na miejscu zniszczonego domu widnieje napis „Tu spoczywa Enrique Neyra Escobar wraz z żoną Marią Ortiz i z dziećmi Angelą, Amandą, Enriquem, Juanem, Luisem, Manuelą i Nelly”. Nad tymi grobami modlił się papież Jan Paweł II podczas swojej wizyty w Kolumbii w 1986.
Wybuch wulkanu Nevado del Ruiz uważany jest za największą katastrofę związaną z erupcją wulkanu w XX wieku (największe zniszczenia przyniósł wybuch Montagne Pelée).
Wulkan znajduje się na terenie Parku Narodowego Los Nevados.